# Ablette
Alburnus alburnus
Pour les articles homonymes, voir Ablette (homonymie) et Dormelles (homonymie).
Espèce
Statut de conservation UICN

 LC  : Préoccupation mineure
L’ablette (Alburnus alburnus ; du latin albulus blanchâtre), aussi appelée sofie ou alburne dans le sud de la France, est un petit poisson argenté qui vit dans les eaux douces d'Europe. 
L'ablette était autrefois présente dans tous les cours d'eau de France continentale (sauf en haute montagne), en Corse et dans les eaux saumâtres. Elle est encore présente sur une large partie de son aire potentielle de répartition.

## Dénominations
L'ablette possède de très nombreuses appellations vernaculaires et régionales : abiette, able (à ne pas confondre avec l'able de Heckel qui est une espèce à part entière), ablioise, ambiette, aubiat, aublatte, auble, aubot, blanchet, blison, borde, coureur, dormelle, gobio, goge, harlipantui, laube, lauch, laugne, lorette, mirandelle, nablé, ocelle, ouli, ouelle, rabotte, ravanenco, rondin et sofie.

## Description

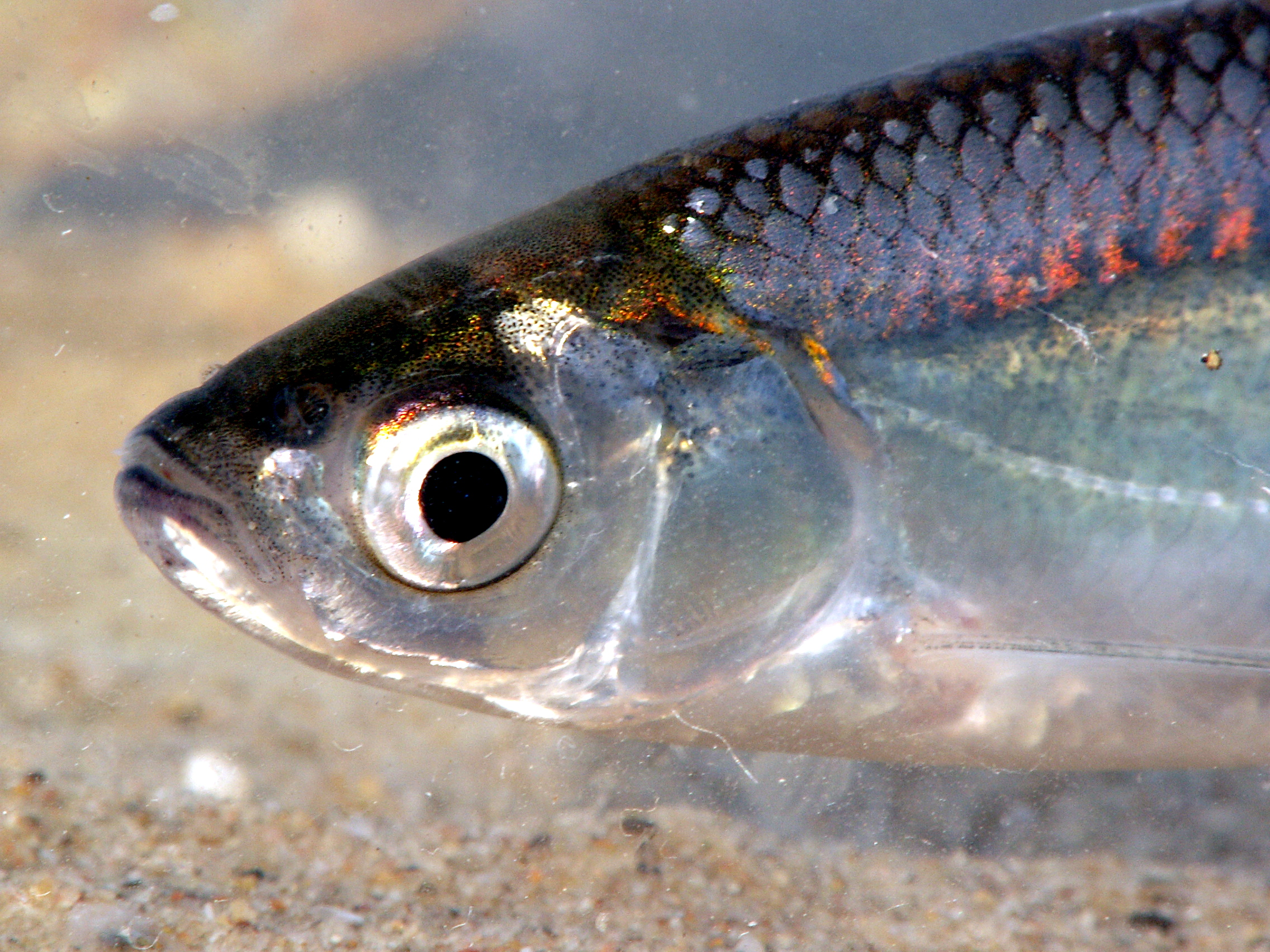
Dans l'eau ensoleillée et sous certains angles, une double ligne colorée et des reflets métallisés sont visibles, de même qu'une ligne latérale incurvée

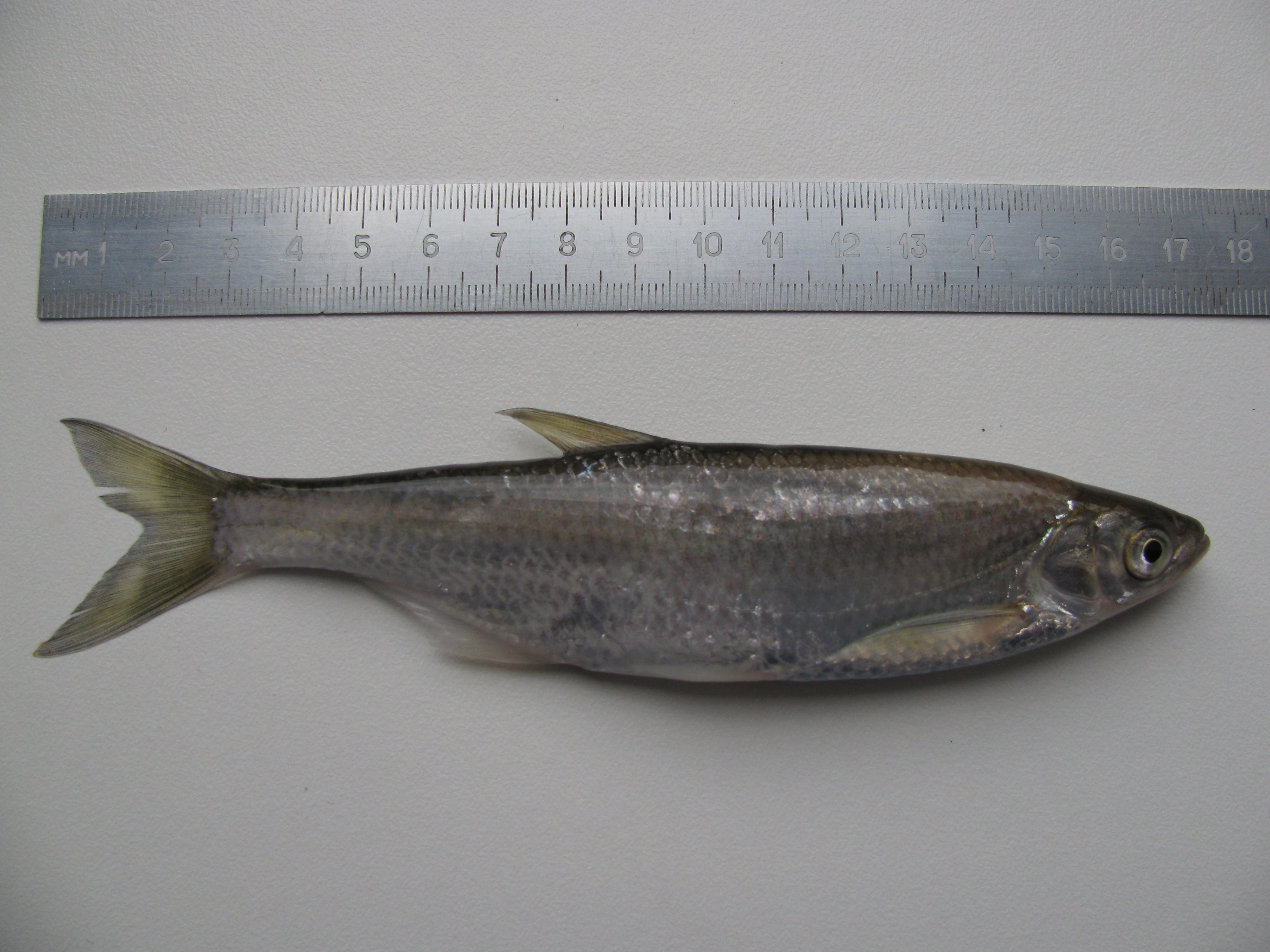
L'adulte mesure généralement moins d'une vingtaine de cm

Elle a une nageoire caudale allongée aux écailles argentées. Sous certains angles et sous la lumière naturelle, des reflets et une ligne colorée apparaissent. 
- Taille : 8-18 cm
- Poids : 10 à 50 g
- Longévité : 3 à 6 ans

## Habitat
Ce poisson apprécie les cours d'eau à courants lents (en rivière, fleuves et parfois fossés), mais peut s'adapter à des courants plus forts s'il dispose de zones de repos à proximité. Il forme des bancs qui peuvent parfois se mélanger avec des bancs de gardons.
On le trouve beaucoup plus rarement dans les lacs et les étangs.

## Mode de vie
C'est un poisson très grégaire qui vit en groupe parfois dense.

## Alimentation
L'ablette consomme de petits mollusques, de petits insectes tombés en surface, des larves d’insectes, vers, petits crustacés et débris de végétaux en suspension ou prélevés sur les plantes, des roches, etc.

## Reproduction
Elle se reproduit près des berges et sur les zones peu profondes où la femelle pond entre 5 000 et 7 000 œufs en plusieurs pontes.

## Divers
Les écailles d'ablette sont utilisées pour donner un aspect nacré aux fausses perles. Les ablettes sont également très utilisées par les pêcheurs pour leur visibilité par les prédateurs d'eau douce (sandre, brochet, perche...).
Le record de France de la plus grosse ablette pêchée était établi en 1980 par Pascal Faure dans les Hautes-Alpes (05). Le poisson mesurait alors 30 cm pour 265 g (voir la revue La pêche et les poissons, novembre 1980, page 46).